# Lepidiota rugosa
Lepidiota rugosa är en skalbaggsart som beskrevs av Sharp 1876. Lepidiota rugosa ingår i släktet Lepidiota och familjen Melolonthidae. Inga underarter finns listade i Catalogue of Life.